# Антоні Касі
Антоні Касі (фр. Anthony Caci, нар. 1 липня 1997, Форбак) — французький футболіст, півзахисник німецького клубу «Майнц 05».

## Ігрова кар'єра
У дорослому футболі дебютував 2015 року виступами за команду клубу «Страсбур-2», в якій провів три сезони, взявши участь у 52 матчах чемпіонату. З 2015 року став виступати за резервну команду клубу.
21 жовтня 2016 року в матчі проти «Осера» він дебютував у Лізі 2. У 2017 році клуб вийшов до еліти. 12 серпня 2018 року в матчі проти «Бордо» він дебютував у Лізі 1. Станом на 21 червня 2019 року відіграв за команду зі Страсбурга 30 матчів в національному чемпіонаті.

## Виступи за збірну
З 2019 року залучався до матчів молодіжної збірної Франції, у її складі поїхав на молодіжний чемпіонат Європи 2019 року в Італії.

## Статистика виступів

### Статистика клубних виступів
| Сезон                | Команда              | Чемпіонат            | Чемпіонат | Чемпіонат | Національний кубок | Національний кубок | Національний кубок | Континентальні кубки | Континентальні кубки | Континентальні кубки | Інші змагання | Інші змагання | Інші змагання | Усього | Усього |
| Сезон                | Команда              | Ліга                 | Ігор      | Голів     | Ліга               | Ігор               | Голів              | Ліга                 | Ігор                 | Голів                | Ліга          | Ігор          | Голів         | Ігор   | Голів  |
| -------------------- | -------------------- | -------------------- | --------- | --------- | ------------------ | ------------------ | ------------------ | -------------------- | -------------------- | -------------------- | ------------- | ------------- | ------------- | ------ | ------ |
| 2016–17              | «Страсбур»           | Л2                   | 1         | 0         | КФ+КЛ              | 1+1                | 0                  | -                    | -                    | -                    | -             | -             | -             | 3      | 0      |
| 2017–18              | «Страсбур»           | Л1                   | 0         | 0         | КФ+КЛ              | 0+0                | 0                  | -                    | -                    | -                    | -             | -             | -             | 0      | 0      |
| 2018–19              | «Страсбур»           | Л1                   | 5         | 0         | КФ+КЛ              | 0+0                | 0                  | -                    | -                    | -                    | -             | -             | -             | 5      | 0      |
| Усього за «Страсбур» | Усього за «Страсбур» | Усього за «Страсбур» | 6         | 0         |                    | 2                  | 0                  |                      | -                    | -                    |               | -             | -             | 8      | 0      |
| Усього за кар'єру    | Усього за кар'єру    | Усього за кар'єру    | 6         | 0         |                    | 2                  | 0                  |                      | -                    | -                    |               | -             | -             | 8      | 0      |

## Титули і досягнення
- Володар Кубка французької ліги (1):

«Страсбур»: 2018-19